# Elecciones parlamentarias de Egipto de 1987

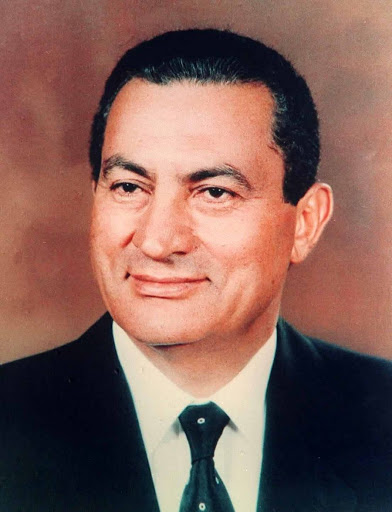
Hosni Mubarak, logró mediante un referéndum, ser reelegido como Presidente de Egipto durante estas elecciones.

Las elecciones parlamentarias primarias de Egipto fueron realizadas el 6 de abril de 1987, con una segunda vuelta por nueve escaños el 13 de abril. Tras un cambio en la ley electoral, aprobado por un referéndum en febrero, permitió las postulación de candidaturas independientes. El resultado fue la victoria  del oficialista Partido Nacional Democrático, el cual ganó 346 de los 458 escaños. Luego de las elecciones, la Asamblea del Pueblo Egipcio nominó al entonces presidente Hosni Mubarak para un nuevo periodo presidencial, cuya candidatura fue puesta para los votantes en un referéndum realizado el 5 de octubre de ese año.
Se reportó que la participación electoral fue de un 50.45%, pero en realidad, se estima que fue cerca del 25%.

## Resultados
| Partido                                | Votos      | %    | Escaños | +/–   |
| -------------------------------------- | ---------- | ---- | ------- | ----- |
| Partido Nacional Democrático           | 4.751.758  | 69.9 | 346     | –44   |
| Alianza Islámica*                      | 1.163.525  | 17   | 60      | Nuevo |
| Nuevo Partido Wafd                     | 746.023    | 10.9 | 35      | –23   |
| Partido Nacional Unionista Progresista | 150.570    | 2.2  | 0       | 0     |
| Partido de la Umma                     | 13.031     | 0.2  | 0       | Nuevo |
| Independientes                         |            |      | 7       | Nuevo |
| Designados por el presidente           | –          | –    | 10      | 0     |
| Votos en blanco/nulos                  | 402.559    | –    | –       | –     |
| Total                                  | 7.227.467  | 100  | 458     | 0     |
| Participación electoral                | 14.324.162 | 50.4 | –       | –     |
| Fuente: Nohlen, IPU                    |            |      |         |       |

* La Alianza Islámica fue una coalición  conformada por el Partido Laborista Islámico, el Partido Ahrar y los Hermanos Musulmanes.